# Canton de Trouville-sur-Mer
Le canton de Trouville-sur-Mer est une ancienne division administrative française située dans le département du Calvados et la région Basse-Normandie.

## Géographie
Ce canton était organisé autour de Trouville-sur-Mer. Son altitude variait de 0 m (Deauville) à 149 m (Touques) pour une altitude moyenne de 34 m.

## Histoire
La loi du 1er août 1872 détache les communes de Benerville-sur-Mer, Deauville, Saint-Arnoult, Touques, Trouville, Villerville du canton de Pont-l'Évêque pour former celui de Trouville.
Le 10 septembre 1926, l'arrondissement de Pont-l'Évêque est supprimé et le canton de Trouville, qui en faisait partie, est incorporé comme les autres à l'arrondissement de Lisieux.
En 1949, les communes de Blonville-sur-Mer et Tourgéville sont détachées du canton de Pont-l'Évêque pour être incorporées à celui de Trouville. La même année, la commune de Villers-sur-Mer est détachée du canton de Dozulé pour être incorporée à celui de Trouville.

## Représentation

### Conseillers généraux de 1872 à 2015
| Période          | Période           | Identité                              | Étiquette          | Qualité |
| ---------------- | ----------------- | ------------------------------------- | ------------------ | --- |
| 17 novembre 1872 | 1873 (annulation) | Jacques Louis Adolphe Cordier         |                    | Propriétaire à Trouville-sur-Mer |
| 16 novembre 1873 | 1874              | Desle François Breney                 | Républicain modéré | Architecte, maire de Deauville (1861-1876) |
| 1874             | 1880              | Émile Le Clercq de Lannoy (1829-1909) | Droite             | Banquier, propriétaire, maire de Trouville-sur-Mer |
| 1880             | 1898              | Adolphe Durand-Couyère                | Républicain        | Maire de Trouville-sur-Mer |
| 1898             | 1904              | Ernest Charles Coûtant                | Rad.               | Maire de Trouville-sur-Mer (1898-1904) |
| 1904             | 1934              | Sylvestre Lasserre                    | Rad.ind.           | Propriétaire à Trouville-sur-Mer |
| 1934             | 1935 (décès)      | Charles Saugeron                      | URD                | Médecin à Trouville-sur-Mer |
| 1935             | 1940              | Daniel Ébrard                         | URD                | Médecin à Trouville-sur-Mer, nommé conseiller départemental en 1943                                                                                           |
|                  |                   |                                       |                    | |
| 1945             | 1962 (décès)      | Daniel Ébrard                         | RGR                | Médecin à Trouville-sur-Mer |
| 8 avril 1962     | 1976              | Roger Deliencourt                     | DVD                | Médecin, adjoint au maire de Deauville |
| 1976             | 1991 (décès)      | Michel d'Ornano                       | UDF                | Industriel, maire de Deauville (1962-1977), président du conseil général (1979-1991), ministre (1974-1981), président du conseil régional (1974 et 1983-1986) |
| 1991             | 2015              | Anne d'Ornano (épouse du précédent)   | UDF puis DVD       | Présidente du conseil général (1991-2011), vice-présidente depuis 2011, maire de Deauville de 1977 à 2001, ancienne conseillère municipale de Deauville       |

Le canton participait à l'élection du député de la quatrième circonscription du Calvados.

### Conseillers d'arrondissement (de 1872 à 1940)
Le canton de Trouville avait deux conseillers d'arrondissement.
| Période                                  | Période      | Identité                                         | Étiquette          | Qualité |
| ---------------------------------------- | ------------ | ------------------------------------------------ | ------------------ | --- |
|                                          |              |                                                  |                    | |
| 1871                                     | 1880         | M. Toutain                                       |                    | Propriétaire, adjoint au maire de Trouville-sur-Mer                                                         |
| 1871                                     | 1880         | Eugène Jarry (1818-1883)                         |                    | Naturaliste, bijoutier-joaillier, propriétaire à Trouville-sur-Mer                                          |
| 1880                                     | 1893 (décès) | Désir-Édouard-Clément Lemazurier                 |                    | Entrepreneur à Trouville-sur-Mer                                                                            |
| 1880                                     | 1889 (décès) | Pierre Moisy (1822-1889)                         |                    | Propriétaire et marchand de cuir à Touques                                                                  |
| 1889                                     | 1907         | Eugène Barbey                                    |                    | Maire de Villerville                                                                                        |
| 1893                                     | 1901         | Adolphe-Alexandre-Isidore Le Goupils (1853-1904) |                    | Médecin en chef de l'hôpital de Trouville                                                                   |
| 1901                                     | 1907         | Sylvestre Lasserre                               |                    | Avocat, conseiller municipal de Trouville                                                                   |
| 1907                                     | 1912 (décès) | Gustave Victor Ferdinand Catois                  | Républicain        | Conseiller municipal de Trouville                                                                           |
| 1907                                     | 1919         | Pierre-Henri Roëser                              | Républicain        | Médecin, maire de Villerville                                                                               |
| Août 1912                                | 1919         | Camille Panseron                                 |                    | Propriétaire, maire de Touques                                                                              |
| 1919                                     | 1925         | Ferdinand Dufour                                 |                    | Entraineur à Deauville, propriétaire à Littry                                                               |
| 1919                                     | 1925         | Alexandre Herfort                                | Union républicaine | Conseiller municipal puis maire de Touques                                                                  |
| 1925                                     | 1931         | Gaston-Charles Leneveu                           | URD                | Médecin à Trouville                                                                                         |
| 1931                                     | 1937         | Victor Hervieu                                   | RG                 | Adjoint au maire de Deauville                                                                               |
| 1931                                     | 1937         | Pierre Boulet                                    | RG                 | Adjoint au maire de Trouville                                                                               |
| 1937                                     | 1940         | Georges Roger                                    | Radical            | Maire de Touques                                                                                            |
| 1937                                     | 1940         | Eugène Hunel                                     | Radical            | Inspecteur primaire honoraire, Trouville                                                                    |
| 1940                                     |              |                                                  |                    | Les conseils d'arrondissement ont été suspendus par la loi du 12 octobre 1940 et n'ont jamais été réactivés |
| Les données manquantes sont à compléter. |              |                                                  |                    | |

## Composition

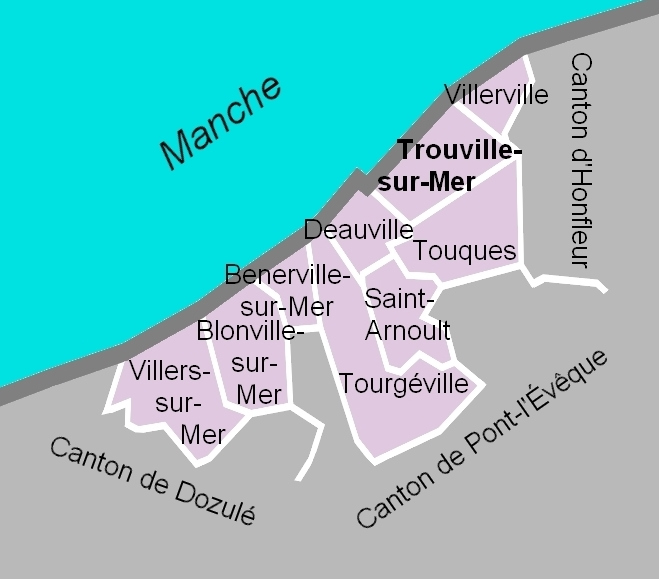
La carte des communes du canton. Les cantons limitrophes étaient ceux d'Honfleur, de Pont-l'Évêque et de Dozulé.

Le canton de Trouville-sur-Mer comptait 20 056 habitants en 2012 (population municipale) et regroupait neuf communes :
- Benerville-sur-Mer ;
- Blonville-sur-Mer ;
- Deauville ;
- Saint-Arnoult ;
- Touques ;
- Tourgéville ;
- Trouville-sur-Mer ;
- Villers-sur-Mer ;
- Villerville.

À la suite du redécoupage des cantons pour 2015, les communes de Deauville, Touques, Trouville-sur-Mer et Villerville sont rattachées au nouveau canton de Honfleur-Deauville et les communes de Benerville-sur-Mer, Blonville-sur-Mer, Saint-Arnoult, Tourgéville et Villers-sur-Mer à celui de Pont-l'Évêque.

### Anciennes communes
Les anciennes communes suivantes étaient les seules incluses dans le canton de Trouville-sur-Mer :
- Daubœuf-sur-Touques, absorbée en 1827 par Touques.
- Hennequeville, absorbée en 1847 par Trouville-sur-Mer.

## Démographie
| 1962   | 1968   | 1975   | 1982   | 1990   | 1999   | 2006   | 2011   | 2012   |
| ------ | ------ | ------ | ------ | ------ | ------ | ------ | ------ | ------ |
| 17 564 | 17 950 | 18 665 | 18 191 | 18 612 | 19 866 | 19 973 | 20 173 | 20 056 |